# Ядерна бомба Mark 12
Ядерна бомба Mark-12 — легка ядерна бомба, розроблена та виготовлена Сполученими Штатами, яка була побудована з 1954 року та використовувалася з того часу до 1962 року.
Mark-12 вирізнявся тим, що був значно меншим як за розміром, так і за вагою порівняно з попередньою ядерною зброєю імплозивного типу. Наприклад, загальний діаметр становив лише 56 сантиметрів порівняно з безпосередньо попереднім Mark-7, який мав 76 сантиметрів діаметра, а об'єм вузла імплозії становив лише 40 % від розміру Mark-7.
Був запланований варіант боєголовки W-12, який мав використовуватися з ракетою RIM-8 Talos, але його скасували до введення в озброєння.

## Технічні характеристики

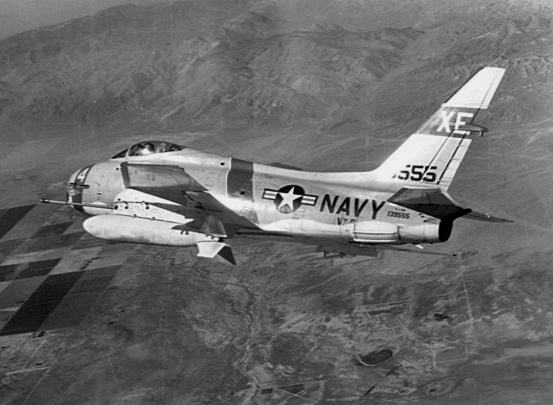
Північноамериканський FJ-4 Fury з бомбою Mk 12 над озером Чайна.

Повна бомба Марк-12 мала 56 сантиметрів в діаметрі 3,94 метри завдовжки і вагою від 500 до 540 кг. Мала потужність від 12 до 14 кілотонн ТНТ (50 до 59 TДж).

## Особливості
Вважається, що Mark-12 був першим розгорнутим ядерним боєприпасом, у якому використовувався берилій як відбивач-заглушка всередині імплозійного вузла (див. конструкції ядерної зброї). Вважається, що використовувався сферичний вузол імплозії, левітоване ядро та 92-точкова детонація.

## У масовій культурі
Хоча зброя вийшла з експлуатації в 1962 році, вона знову з'явилася у вигаданій ролі в книзі Тома Кленсі «Сума всіх страхів» 1991 року та фільмі «Ціна страху», де сюжет включав випадкову втрату ізраїльської копії Mark-12 у 1973 під час війни Судного дня на півдні Сирії поблизу Голанських висот, а потім її використання терористичною організацією.